# Stora Andsjön
Stora Andsjön är en sjö i Lindesbergs kommun i Västmanland och ingår i Norrströms huvudavrinningsområde. Sjön har en area på 0,083 kvadratkilometer och ligger 91 meter över havet.

## Delavrinningsområde
Stora Andsjön ingår i det delavrinningsområde (660904-146280) som SMHI kallar för Mynnar i Stora Lindessjön. Medelhöjden är 137 meter över havet och ytan är 51,69 kvadratkilometer. Det finns inga avrinningsområden uppströms utan avrinningsområdet är högsta punkten. Torphyttebäcken som avvattnar avrinningsområdet har biflödesordning 3, vilket innebär att vattnet flödar genom totalt 3 vattendrag innan det når havet efter 214 kilometer. Avrinningsområdet består mestadels av skog (75 procent). Avrinningsområdet har 0,94 kvadratkilometer vattenytor vilket ger det en sjöprocent på 1,8 procent. Bebyggelsen i området täcker en yta av 0,98 kvadratkilometer eller 2 procent av avrinningsområdet.